# 石田拓郎
石田 拓郎（いしだ　たくろう、2005年1月20日 - ）は、中央競馬（JRA）・美浦トレーニングセンターの騎手。茨城県出身。

## 来歴
2020年に競馬学校騎手課程に入学（第39期）。
2023年3月に美浦・新開幸一厩舎から騎手デビュー。2024年4月6日の福島1R（3歳未勝利）でロマンスライトに騎乗して1着となり、デビューから1年越しでの初勝利を挙げた。
初勝利を飾った2024年の3勝目の時点で単勝万馬券を2度演出しており、スポーツ紙のサイトで「令和の穴男」と報じられた。

## 騎乗成績

### 概要
|        | 日付         | 競馬場・開催   | 競走名    | 馬名             | 頭数 | 人気 | 着順 |
| ------ | ------------ | -------------- | --------- | ---------------- | ---- | ---- | ---- |
| 初騎乗 | 2023年3月4日 | 2回中山3日目1R | 3歳未勝利 | フェアリーパイン | 16頭 | 13   | 12着 |
| 初勝利 | 2024年4月6日 | 1回福島1日目2R | 3歳未勝利 | ロマンスライト   | 16頭 | 7    | 1着  |

### 年度別成績
石田拓郎の年度別成績（netkeiba.com）参照